# Ruivão
Ruivão, nome artístico de Eloy Guelff, (São Paulo, 4 de janeiro de 1976), é um cantor e compositor brasileiro.

## Biografia
O cantor e compositor Ruivão, tomou conhecimento da música aos 8 anos de idade, quando iniciou seu aprendizado musical com instrumentos de sopro e percussão, na fanfarra da escola em que estudava.
Aos 15 anos de idade, começou a cantar e tocar em casas noturnas até tornar-se profissional. Com o tempo foi se apresentando em vários locais na cidade de São Paulo e de outras cidades (inclusive de outros estados), como casas de cultura, centros culturais, teatros, festivais de música, shows de rádios, e espaços semelhantes.
Além de cantor e compositor, também é conhecido como instrumentista, por tocar percussão em geral, violão e cavaquinho.
Paralelamente à sua carreira de cantor e compositor, atuou como músico instrumentista de apoio em shows e gravações de CDs de outros artistas.
Foi intérprete de escolas de samba, integrante de ala de compositores e compositor campeão do carnaval, onde conquistou a honra de fazer parte do livro “Convocação geral: a folia está na rua: o carnaval de São Paulo tem história de verdade”, de Nelson Crecibeni, que relata a história do carnaval e suas principais figuras e artistas. É integrante da ala de compositores de uma das mais tradicionais escolas de samba do RJ, o IMPÉRIO SERRANO
Já fez parte de grupos musicais que gravaram comercialmente e, em 1999, dando continuidade à vida artística, passou para a carreira solo, gravando em 2008 o CD autoral, “Musicada de Samba”, com 11 faixas, contando com duas parcerias: com Otto (ex-Mundo Livre S/A e Nação Zumbi) e Márcia Cerqueira (que atuou como letrista de uma das faixas e é autora de peças de teatro, destacando-se “Surto a Dois”).
As principais influências do artista são: Música Popular Brasileira em geral, destacando-se o samba e suas vertentes, além de influências como música cubana.
Mudou-se de São Paulo para o Rio de Janeiro em 2006 e, na época, passando muitas dificuldades, passou a cantar e tocar nas calçadas de restaurantes de Ipanema, “passando o chapéu” para ganhar a vida.
Ainda em 2006, foi convidado a trabalhar numa gravadora, o que lhe possibilitou conhecer muitas pessoas do cenário musical do Rio de Janeiro e assim, pôde dar continuidade à sua carreira artística, deixando o trabalho na gravadora e voltando a viver de seu canto e suas composições.
Neste meio tempo, foi contratado pela Secretaria de Cultura do Governo do Estado do Rio de Janeiro, para ser professor de música na Casa de Cultura Laura Alvim, no bairro de Ipanema.
A partir daí, partiu para o término das gravações de seu cd e em 2007, seu nome passou a constar no Dicionário Cravo Albin da Música Popular Brasileira (principal dicionário de música do País – ainda com seu nome artístico antigo, Eloy Guellf).
No ano de 2008, numa festa da gravadora Biscoito Fino, e da editora musical Nossa Música, no Rio de Janeiro, foi elogiado por Jorge Cardoso (um dos mais importantes produtores de samba do País), que disse o seguinte: “O Ruivão está criando uma coisa nova no samba. Está fundando um novo samba, respeitando suas raízes. O que vem fazendo, em toda sua carreira, ainda não vi ninguém fazer”
Durante a carreira, o artista já se apresentou em diversos programas de televisão na Rede Bandeirantes, TV Cultura e SBT (SP) e continua se apresentando em programas de televisão e rádio.

## Discografia

### Álbuns
Musicada de Samba (2008)
1. Criação é ato contínuo (Ruivão)
2. Todas as cores num hino (Ruivão)
3. O jogo termina aos 90 (Ruivão)
4. Sou sambista de fé (Ruivão)
5. Pout-pourrit de partido alto - Dia de João / Apelo / Disfarce – (Ruivão e Márcia Cerqueira)
6. Sambas da Vida (Ruivão)
7. Eu vejo (Ruivão)
8. Sol bordado (Ruivão)
9. Pingo da vela (Ruivão)
10. Rapaz Sagaz (Ruivão)
11. Não me encarregue de enviar fax (Ruivão / Otto)